# Wspólnota administracyjna Ebelsbach
Wspólnota administracyjna Ebelsbach – wspólnota administracyjna (niem. Verwaltungsgemeinschaft) w Niemczech, w kraju związkowym Bawaria, w rejencji Dolna Frankonia, w regionie Main-Rhön, w powiecie Haßberge. Siedziba wspólnoty znajduje się w miejscowości Ebelsbach. Przewodniczącym jej jest Günther Geiling.
Wspólnota administracyjna zrzesza cztery gminy wiejskie (Gemeinde):
- Breitbrunn, 1 024 mieszkańców, 12,41 km²
- Ebelsbach, 3 810 mieszkańców, 25,76 km²
- Kirchlauter, 1 374 mieszkańców, 16,92 km²
- Stettfeld, 1 180 mieszkańców, 11,16 km²